# Rudolf Seiters
Rudolf Seiters, född 13 oktober 1937 i Osnabrück, är en tysk politiker inom CDU. Han var från 1989 till 1991 minister utan portfölj (Bundesminister für besondere Aufgaben) i Helmut Kohls regering och chef för Bundeskanzleramt, från 1991 till 1993 inrikesminister och från 1998 till 2002 vice förbundsdagspresident. Från 2003 till slutet av 2017 var han ordförande för Tyska Röda korset.